# Temeskenéz község
Temeskenéz község (románul: Comuna Satchinez) község Temes megyében, Romániában. Központja Temeskenéz, beosztott falvai Baracháza, Hodony.

## Népessége
A 2011-es népszámlálás adatai alapján a község népessége 4743 fő volt.